# Brett Cullen
Pour les articles homonymes, voir Cullen.
Brett Cullen, né Peter Brett Cullen le 26 août 1956 à Houston, au Texas, est un acteur américain.

## Biographie
Parallèlement à ses études à l'Université de Houston, il trouve le temps pour pratiquer l'escrime et participer au Festival de Shakespeare d'Houston. Il doit suivre le programme de l'Asolo Repertory Theatre en Floride mais finalement préfère commencer tout de suite sa carrière d'acteur. Il se rend à Los Angeles et décroche un rôle en 1979 dans la mini-série The Chisholms. Mais c'est en 1983 qu'il se fait remarquer dans l'acclamé Les oiseaux se cachent pour mourir, ce qui lui vaudra un rôle dans le soap opera Falcon Crest entre 1986 et 1988.
On le retrouve aussi au cinéma dans des films comme Apollo 13, Amour et Mensonges, Ghost Rider ou encore The Dark Knight Rises.
Il apparaît aussi dans de nombreuses séries télévisées (Lost, À la Maison-Blanche). Il fait partie du casting de la série Ugly Betty dans le rôle de Ted LeBeau. Il a également fait une apparition en 2007 dans la série Friday Night Lights, où il joue le rôle de Walt Riggins, le père de Tim Riggins (Taylor Kitsch). Plus récemment, il devient Don Barbara, le père de Dale « Barbie » Barbara héros de la série Under the Dome.

## Filmographie

### Cinéma
- 1986 : Stewardess School : Philo Henderson
- 1991 : Par l'épée de Jeremy Kagan : Danny Gallagher
- 1991 : Where Sleeping Dogs Lie de Charles Finch : John Whitney
- 1992 : Leaving Normal de Edward Zwick : Kurt
- 1993 : Prehysteria! de Charles Band et Albert Band : Frank
- 1994 : Wyatt Earp de Lawrence Kasdan : Saddle Tramp
- 1995 : Apollo 13 de Ron Howard : CAPCOM 1
- 1995 : Amour et Mensonges de Lasse Hallström : Jamie Johnson
- 1997 : Levitation de Scott D. Goldstein : James
- 1997 : Perfect Body de Douglas Barr : Coach David Blair
- 2000 : Les Remplaçants de Howard Deutch : Eddie Martel, quarterback gréviste
- 2003 : National Security de Dennis Dugan : Heston
- 2006 : Rédemption de Phil Joanou : Frank Torrance
- 2007 : Ghost Rider de Mark Steven Johnson : Barton Blaze
- 2007 : La Vie devant ses yeux de Vadim Perelman : Paul McFee
- 2008 : Brothel de Amy Waddell : Avery
- 2008 : Loin de la terre brûlée de Guillermo Arriaga : Robert
- 2010 : The Runaways de Floria Sigismondi : le père de Cherie
- 2010 : Skateland de Anthony Burns : David Wheeler
- 2010 : The Space Between de Travis Fine : le vendeur de voiture d'occasion
- 2011 : Puncture de Adam et Mark Kassen : Nathaniel Price
- 2011 : Bienvenue à Monte-Carlo de Thomas Bezucha : Robert Kelly
- 2011 : Nuits noires de Martin Guigui : Sergent Nickerson
- 2012 : The Dark Knight Rises de Christopher Nolan : Un député
- 2012 : L'Aube rouge (Red Dawn) de Dan Bradley : Tom Eckert
- 2012 : Maman, j'ai raté ma vie (The Guilt Trip) de Anne Fletcher : Ben Graw
- 2013 : 42 de Brian Helgeland : Clay Hopper
- 2013 : River Guard : Chuck Flynn
- 2014 : It Snow All the Time : Paul
- 2016 : Instinct de survie (The Shallows) de Jaume Collet-Serra : le père de Nancy Adams
- 2019 : Joker de Todd Phillips : Thomas Wayne
- 2021 : Reminiscence de Lisa Joy : Walter Sylvan

### Télévision
- 1979 : The Chisholms (série télévisée) : Gideon Chisholm
- 1981 : L'Incroyable Hulk (Incredible Hulk) (série télévisée) : Joe Dumming
- 1982 : M*A*S*H (série télévisée) (série télévisée) : Pvt. Thomas Anthony McKegney
- 1983 : Les oiseaux se cachent pour mourir (The Thorn Birds) (série télévisée) : Bob Cleary
- 1984 : Eureka Stockade (en) (série télévisée) : Charles Ross
- 1984 : Single Bars, Single Women (téléfilm) : Duane
- 1985 : V : La série (série télévisée) : Robert
- 1985 : Midas Valley (téléfilm) : Brad Turner
- 1986 : Samaritan: The Mitch Snyder Story (téléfilm) : Billy
- 1986-1988 : Falcon Crest (série télévisée) : Dan Fixx
- 1987 : I'll Take Manhattan (série télévisée) : Dennis Brady
- 1988 : Dead Solid Perfect (téléfilm) : Donny Smithern
- 1989 : Freddy, le cauchemar de vos nuits (Freddy's Nightmares) (série télévisée) : Carl
- 1989 : Alfred Hitchcock présente (série télévisée) : Cooper
- 1989 : Les Contes de la crypte (Tales from the Crypt) (série télévisée) : Ronnie Price
- 1989-1990 : L'Équipée du Poney Express (The Young Riders) (série télévisée) : Marshal Sam Cain
- 1990 : Cas de conscience (The Image) (téléfilm) : Malcolm Dundee
- 1992 : Grapevine (en) (série télévisée) : Ken
- 1992 : Another Round (téléfilm) : Roy
- 1993 : Le domaine de la peur (Complex of Fear) (téléfilm) : Ed Wylie
- 1993 : Mother of the Bride (téléfilm) : Dennis Becker
- 1994 : Gambler V: Playing for Keeps (téléfilm) : Sundance Kids
- 1994 : Diagnostic : Meurtre (Diagnosis Murder) (série télévisée) : Tim Rutland
- 1994 : Matlock (série télévisée) : Kevin Gilliam
- 1994 : Star Trek: Deep Space Nine (série télévisée) : Deral
- 1994 : Keys (téléfilm) : Chef de la police Sam Wasser
- 1995 : Attirance fatale (A Kiss Goodnight) (téléfilm) : Carl Jasper
- 1995 : The Omen (téléfilm) : Jack
- 1996 : Shattered Mind (téléfilm) : Sean
- 1997 : Something Borrowed, Something Blue (téléfilm) : Pete
- 1997 : Le prix de la gloire (Perfect Body) (téléfilm) : Coach David Blair
- 1997 : Orleans (série télévisée) : Clade Charbonnet
- 1997 : Susan! (Suddenly Susan) (série télévisée) : Adam
- 1997 : Arliss (série télévisée) : Ryan Mason III
- 1997 : Cœur à Louer (The Hired Heart) (téléfilm) : Bryan
- 1997 : Ally McBeal (série télévisée) : Professeur James Dawson
- 1998 : De la Terre à la Lune (From the Earth to the Moon) (série télévisée) : Dave Scott
- 1998 : Au-delà du réel : L'aventure continue (The Outer Limits) (série télévisée) : Dr. James Martin
- 1998 : The Simple Life (série télévisée) : Luke Barton
- 1998 - 1999 : Legacy (série télévisée) : Ned Logan
- 2000 : The Expendables (téléfilm) : Deacon
- 2001 : Walker, Texas Ranger (série télévisée) : Pete Drayton
- 2001 : On Golden Pond (téléfilm) : Charlie Martin
- 2001 : Deuxième Chance (Once and Again) (série télévisée) : Robert 'Bob' Dimanjik
- 2001 : Associées pour la loi (Family Law) (série télévisée) : Dan Fortano
- 2002 : Nancy Drew, journaliste-détective (Nancy Drew) (téléfilm) : Carson Drew
- 2002 : FBI : Portés disparus (Without a Trace) (série télévisée) : Greg Pritchard / Peter Raymond
- 2003 : Cold Case : Affaires classées (série télévisée) : Rob Deamer
- 2004 : Star idéale (Pixel Perfect) (téléfilm) : Xander
- 2004 : Légitimes défenses (Deceit) (téléfilm) : Sam Penny
- 2004 : La crash du vol 323 (The Crash of Flight 323) (téléfilm) : Hub Weber
- 2004 : La Frontière de l'infidélité (Suburban Madness) (téléfilm) : David Harris
- 2004 : Amour impossible (Life on Liberty Street) (téléfilm) : Dr. Jake Mitchell
- 2004 : La Famille Carver (série télévisée) : John 'Whit' Whitman
- 2004-2005 : Desperate Housewives (série télévisée) : Inspecteur Burnett
- 2005 : Monk (série télévisée) : James Duffy
- 2005 : Les Experts : Miami (CSI: Miami) (série télévisée) : Michael Boland
- 2005-2006 : À la Maison-Blanche (The West Wings) (série télévisée) : Gouverneur Ray Sullivan
- 2005-2008 : Lost : Les Disparus (série télévisée) : Goodwin Stanhope
- 2006 : Ghost Whisperer (série télévisée) : Jack Applewhite
- 2006 : Faceless (téléfilm) : John Robson
- 2006 : Pepper Dennis (série télévisée) : Jack
- 2006 : NCIS : Enquêtes spéciales (série télévisée) : Capitaine Todd Gelfand
- 2006-2007 : Ugly Betty (série télévisée) : Ted LeBeau
- 2007 : Friday Night Lights (série télévisée) : Walt Riggins
- 2007 : Burn Notice (série télévisée) : Lawrence Henderson
- 2007 : Private Practice (série télévisée) : Allan
- 2008 : Mentalist (série télévisée) : Dane Kurtik
- 2009 : Damages (série télévisée) : Wayne Sutry
- 2009 : Three Rivers (série télévisée) : Carson
- 2009-2012 : Championnes à tout prix (Make It or Break It) (série télévisée) : Mark Keeler
- 2010 : Justified (série télévisée) : Greg Davis
- 2010 : The Gates (série télévisée) : Frank Buckley
- 2010 : Lone Star (série télévisée) : Cooper Thomas
- 2010 : 90210 Beverly Hills : Nouvelle Génération (série télévisée) : Mr. Sullivan
- 2011 : Castle (série télévisée) : Christian Dahl
- 2011 : Hallelujah (téléfilm) : Sheriff Bob Clement
- 2011-2013 : Person of Interest (série télévisée) : Nathan Ingram
- 2012 : Body of Proof (série télévisée) : Capitaine Perkins
- 2012 : FBI : Duo très spécial (série télévisée) : Agent Patterson
- 2013 : Devious Maids (série télévisée) : Michael Stappord
- 2013 : Revenge (série télévisée) : Jimmy Brennan
- 2014-2015 : Under the Dome (série télévisée) : Don Barbara
- 2016 : Narcos (série télévisée) : Arthur Crosby
- 2019 : The Blacklist (série télévisée) : Ilya Kozlov
- 2019 : True Detective (série télévisée) : Greg Larson
- 2020 : Big Dogs (en) : Le capitaine McKeutchen
- 2024 : New York, unité spéciale (saison 26, épisode 2) : juge Leonard Andrews
- 2025 : Nouvelle vie à Ransom Canyon (Ransom Canyon)

## Voix francophones
En France, Guy Chapellier, est la voix la plus régulière de Brett Cullen. Bernard Lanneau, l'a également doublé à six reprises.

## Distinctions

### Nominations
- Soap Opera Digest Awards
  - 1988 : Nommée comme Meilleur Acteur dans un second rôle (Prime Time) - Falcon Crest